# Juan Carlos Onetti
Juan Carlos Onetti (ur. 1 lipca 1909 w Montevideo, zm. 30 maja 1994 w Madrycie, Hiszpania) – urugwajski powieściopisarz i autor opowiadań. Laureat Nagrody Cervantesa w 1980.
Onetti większość swego życia spędził w dwóch miastach położonych nad La Plata: Montevideo i Buenos Aires, dlatego jego utwory czasem pojawiają się w antologiach pisarzy argentyńskich. W 1975, po puczu wojskowym z 1973, wyemigrował do Hiszpanii i zamieszkał w Madrycie (na emigracji pozostał nawet wtedy, gdy w Urugwaju nastąpił powrót do demokracji), gdzie zmarł w 1994. Został pochowany na Cmentarzu Almudena.
Twórczość Onettiego nosi indywidualne piętno, uchodzi on za pisarza idącego pod prąd głównych nurtów latynoskiej prozy. W jego utworach można się doszukiwać wpływów francuskiego egzystencjalizmu i techniki pisarskiej Williama Faulknera, a mają one niewiele wspólnego z rozpowszechnioną na kontynencie koncepcją realizmu magicznego. Onetti zachowuje specyfikę Buenos Aires czy Montevideo, tworząc jednak własną, pesymistyczną i ponurą, wizję rzeczywistości.

## Utwory (wybór)
- El pozo (1939)
- Krótkie życie (La vida breve, 1950)
- Pożegnania (Los adioses, 1954)
- Martwy port (El astillero, 1961)
- Kolekcjoner (Juntacadáveres, 1964)
- Historia kawalera z różą i ciężarnej dziewicy z Liliputu (zbiór opowiadań)

## Źródła
- Juan Carlos Onetti Martwy port Wydawnictwo Literackie, Kraków 1975